# Таганрогский музей авиационной техники
Таганрогский музей авиационной техники — единственный на Юге России музей авиационной техники. Входит в число 11 отечественных авиационных музеев.

## История
С 1948 года на аэродроме Таганрог-Центральный расположен 325-й авиационный ремонтный завод (325-й АРЗ). Музей авиационной техники является подразделением авиаремонтного завода и расположен на его территории. 
Основная задача АРЗ — ремонт транспортных самолётов типа Ан-12, Ан-72 и агрегатов для Ил-76, Ту-142, Су-25, Су-27, вертолётов Ми-8 и Ми-24.
Однако, в начале 90-х годов XX века, на некоторое время, у 325-го АРЗ появилась ещё одна, специфическая, и противоречащая основному направлению деятельности, задача — при заводе была сформирована «База ликвидации авиационной техники фронтовой авиации».
Произошло это согласно подписанному в 1990 году Договору об обычных вооружённых силах в Европе (ДОВСЕ). По этому договору, среди прочего, списанию и утилизации подлежало множество боевых самолётов из состава ВВС СССР, а позже и ВВС России. Только в Таганроге, за время деятельности Базы ликвидации авиационной техники (БЛАТ), было разрезано на металл около 300 истребителей и истребителей-бомбардировщиков.
Такое положение дел не устраивало авиаторов, а многом было просто больно.
Поэтому главный инженер БЛАТа подполковник Владимир Стоянов и командир базы полковник А. Корниенко обратились к командованию 4-й воздушной Краснознамённой армии с предложением сохранить хотя бы по одному экземпляру каждого типа самолётов, поступающих на утилизацию, сняв с них двигатели и бортовые системы. По замыслу Владимира Стоянова, спасённые машины должны были стать базой для Таганрогского музея авиационной техники.
Командующий 4-й воздушной армии Владимир Михайлов (Главком ВВС РФ в 2002—2007 гг., генерал армии, Герой России), поддержал идею создания музея. Директивой от 23 апреля 1995 года В. Михайлов распорядился оставить в качестве экспонатов будущего музея 4 разнотипных самолета, планировавшихся ранее к утилизации — МиГ-21бис, МиГ-23М, МиГ-25БМ и Су-22. Так 23 апреля стал днём рождения Таганрогского музея авиационной техники, а генерал армии Владимир Михайлов его «крёстным отцом».

## Формирование музейного фонда
На бывшей тренажёрной площадке 963-го учебного авиационного Краснознаменного полка (в 1963-1989 гг. базировавшегося в Таганроге), было выстроено помещение для музея и подготовлена площадка для наружных экспонатов. Из расформированной «Марцевской школы младших авиационных специалистов» (в/ч 06749) — ныне на её месте Неклиновская лётная школа, в музей на буксире был доставлен учебно-боевой самолет Aero L-39 Albatros, а из Морозовского гарнизона — учебно-тренировочный Aero L-29 Delfin.
Когда в Ейске сдали на металлом Як-38, подполковник В. Стоянов, выпросив у начальника Таганрогского гарнизона трайлер, отправился в Ейск за будущим экспонатом, но коллеги с Ейской базы утилизации согласились отдать фюзеляж Яка только за равное по весу количества цветного металлолома. С помощью сослуживцев, спасти раритетный самолёт В. Стоянову тогда удалось.
С аэродрома ТАНТК им. Г.М. Бериева в музей был доставлен самолет Ан-2, на котором летала легендарная летчица, первая женщина, удостоенная звания Героя Советского Союза, Герой Социалистического Труда Валентина Гризодубова.
К сожалению, из-за бюрократических препонов и просто человеческой непорядочности не удалось спасти целый ряд потенциальных экспонатов музея. В частности, не удалось договориться с руководством ТАНТК им. Бериева о сохранении уникального экспериментального самолёта-амфибии ВВА-14 конструкции Роберта Бартини; самолёт был попросту разрезан на цветмет. Такая же судьба постигла другой уникальный образец, хранившийся на территории ТАНТК — кабину сверхзвукового бомбардировщика Т-4.

## Экспозиция музея
При входе на стоянку авиационных экспонатов, с обеих сторон аллеи, расположены чехословацкие Л-29 и Л-39 (который до сих пор  является основным учебно-тренировочным самолетом российских ВВС). За ними находятся истребители-бомбардировщики Су-17 и Су-17М3, а также учебно-боевая спарка (самолёт с двухместной кабиной) Су-17УМ.
При въезде на территорию гарнизона на постаменте установлен истребитель-бомбардировщик Су-7БМ с полным комплектом вооружения.  На сегодняшний день это редкая машина. Су-7, как и Су-17, в больших количествах поставлялся на экспорт и принимал участие во многих войнах и вооруженных конфликтах. Имеется в коллекции  музея и палубный вертикально взлетающий штурмовик Як-38.
Семейство истребителей «МиГ» представлено в музее самолетами МиГ-21бис и МиГ-23МЛД, которые принимали участие в боевых действиях в Афганистане.
Но самым интересным экспонатом считается истребитель-бомбардировщик МиГ-25БМ, который был выпущен всего в 40 экземплярах, на последнем этапе (1984 г.) серийного производства [http://sokolplant.ru/ Нижегородским авиастроительным заводом «Сокол». Этот самолет был предназначен для разведки и уничтожения РЛС и станций наведения зенитно-ракетных комплексов противника с помощью противорадиолокационных ракет Х-58, которые в количестве четырех штук подвешивались под крылом носителя. После того как  в первой половине 1990-х эти самолеты были сняты с вооружения и  утилизированы , похоже, что таганрогский МиГ-25БМ остался в единственном экземпляре – его нет даже в подмосковном Монино.
Также вниманию посетителей музея предлагаются  вертолёты и многочисленное авиационное оборудование ― пушки, ракеты, бомбы, катапультные кресла, снаряжение лётчиков, макеты кабин и прочее. Всё это было собрано, привезено и отреставрировано самими сотрудниками Таганрогского музея авиационной техники во главе с Владимиром Стояновым.
В. Стоянов ведёт собственный фотокаталог брошенной на различных площадках страны авиатехники. Годами приходится добиваться разрешения на передачу музею гибнущих экземпляров, ведя переписку и ожидая ответа от гражданских и военных чиновников.

## Порядок работы музея
Музей работает в будние дни с 8:00 до 14:00. В связи с тем, что музей находится на режимной охраняемой территории (музей является подразделением 325-го АРЗ), посещение музея по предварительному согласованию.
Посетителям предоставляется возможность посидеть в кабине любого экспоната и подержать в руках штурвал самолёта. Часто проводятся экскурсии для детей.
В музее представлена коллекция и для любителей авиамоделизма: миниатюрные версии авиационной техники.
В штате музея сейчас 2 человека (а начинали эту работу четверо). Хранитель музея не теряет надежды на то, что музей рано или поздно получит статус Городского авиационного музея.

## Коллекция музея
Экспонатами музея являются 12 типов летательных аппаратов.

### Самолёты
1. Ан-2
2. Бе-12
3. Л-29
4. Л-39
5. МиГ-15 (УТИ МиГ-15)[5]. Передача музею этого восстановленного экземпляра МиГа, реставрацией которого занимался 325-й АРЗ, состоялась в ноябре 2016 года; ранее этот экземпляр принадлежал ростовскому клубу «Юный лётчик»[6].
6. МиГ-19С
7. МиГ-21БИС
8. МиГ-23 МЛД
9. МиГ-25 БМ
10. Су-17 МЗ
11. Су-22 УМЗ
12. Ту-154М (носовая часть)[7]
13. Як-38

### Вертолёты
- Ми-2[5]

### Авиационное оборудование
- Коллекция отечественного авиационного вооружения: пушки, авиабомбы, ракеты и т. д.
- Восемь образцов катапультируемых кресел шести типов (среди них редкие в наши дни катапульты с самолётов Су-7Б и Бе-12).
- Макет кабины Су-17М4
- Различное лётное снаряжение пилотов советской авиации и многое другое.